# Findlay (Ohio)
Findlay è una città degli Stati Uniti d'America, capoluogo della Contea di Hancock, nello Stato dell'Ohio.